# BLS EW III
De EW III zijn rijtuigen van de Zwitserse spoorwegmaatschappij BLS.

## Geschiedenis
In de jaren 1970 werd een nieuwe generatie rijtuigen ontwikkeld en gebouwd voor de Schweizerische Bundesbahnen (SBB). Bij vier rijtuigen werd actief kantelbaktechniek getest en bij de andere rijtuigen voorbereid. Deze techniek werd voor proef in enkele rijtuigen ingebouwd. Door de geringe maximumsnelheid van deze rijtuigen was het te duur om alle rijtuigen te voorzien van deze kantelbaktechniek.
In 2004 werden 57 rijtuigen van het type EW III gekocht van Schweizerische Bundesbahnen (SBB) en werden hiervoor 32 rijtuigen van de serie EW IV verkocht aan de Schweizerische Bundesbahnen (SBB).
Verder werden drie eersteklasrijtuigen verbouwd tot tweede rijtuigen. In december 2004 waren alle rijtuigen in huisstijl van de BLS geschilderd.
Bij Stadler Rail in Winterthur werden in 2005/2006 twee eersteklasrijtuigen van het type EWIII verbouwd tot tweedeklasstuurstandrijtuigen.
De rijtuigen zijn ingezet als RegioExpress tussen Bern via Langnau en Luzern en tussen Bern en Neuchâtel. In de periode tussen december 2007 en december 2008 werden de rijtuigen ook als RegioExpress tussen Bern en Brig ingezet.

## Constructie en techniek
De rijtuigen zijn opgebouwd uit een aluminium frame. Bij de vorm van de rijtuigen was rekening gehouden met uitrusten van kantelbaktechniek. De SIG draaistellen zijn voorzien van schroefveren.

### Nummers
De rijtuigen zijn als volgt genummerd:
| Lijst van de EW III rijtuigen |          |                       |                              |                |                                          |
| Soort / Aantal                | Eigenaar | UIC nummer            | TSI nummer (2010)            | Ombouw         | Opmerkingen                              |
| A / 11                        | BLS      | 50 63 18-34 002...024 | 50 85 18-34 002...024 CH-BLS | 2004           | 002,003,010,011,014,018,020-024          |
| B / 25                        | BLS      | 50 63 29-34 000...026 | 50 85 29-34 0000..026 CH-BLS | 2004           | 000-009,011-017,019-026                  |
| B / 3                         | BLS      | 50 63 28-34 030-032   | 50 85 28-34 030-032 CH-BLS   | 2004           | (verbouwd uit A rijtuig 005,008,015)     |
| AD / 7                        | BLS      | 50 63 81-34 000-006   | 50 85 81-34 000-006 CH-BLS   | 2004           | (006 1987 verbouwd uit A rijtuig 017)    |
| ABS / 2                       | BLS      | 50 63 81-34 007-008   | 50 85 81-34 007-008 CH-BLS   | 2008-2006      | (verbouwd uit A rijtuig 013,004)         |
| Bt / 7                        | BLS      | 50 63 29-34 990-996   | 50 85 80-34 990-996 CH-BLS   | 1986-1987 2004 | (verbouwd uit B rijtuig 027-030,032-034) |
| Bt / 2                        | BLS      | 50 63 28-34 997-998   | 50 85 80-34 997-998 CH-BLS   | 2005-2006      | (verbouwd uit A rijtuig 006,009)         |

## Treindiensten
Deze rijtuigen worden door de BLS Lötschbergbahn als Regio Express ingezet op de volgende trajecten:
- Luzern – Langnau – Bern
- Bern – Kerzers – Neuchâtel